# Cupido caeca
Cupido caeca är en fjärilsart som beskrevs av Courvoisier 1908. Cupido caeca ingår i släktet Cupido och familjen juvelvingar. Inga underarter finns listade i Catalogue of Life.